# Holsworthy (Devon)
Holsworthy ist eine Stadt und eine Verwaltungseinheit im District Torridge in der Grafschaft Devon, England. Holsworthy ist 58,8 km von Exeter entfernt. Im Jahr 2001 hatte sie 2256 Einwohner. Holsworthy wurde 1086 im Domesday Book als Haldeword/Haldeurdi erwähnt.